# Socket 4
Socket 4 (výslovnost [ˈsɒkɪt Amer ˈsɑːkɪt]IPA; česky Patice 4) byl první paticí designovanou pro raná Pentia a jedinou 5voltovou paticí, s násobičem (multiplier [ˈmʌltɪplaɪə(r)]IPA 1×, pro tyto procesory; Intel později pro Socket 4 vydal speciální Pentia OverDrive běžící na frekvencích 120 a 133 MHz (nahrazující 60 a 66MHz Pentia),[nedostupný zdroj] o pár let prodlužující životní cyklus (life cycle [ˈlaɪf saɪkl]IPA) platformy.
Rok po svém představení, v březnu 1994, byl Socket 4 překonán 3,3voltovým Socketem 5.